# Jelení kameny
Jelení kameny (mongolsky bugan chuluu, azbukou буган чулуу) jsou typem megalitů nacházejících se především v severním Mongolsku a na Sibiři. Jejich název vychází z jejich dekorace, často zachycující právě jeleny. Byly vyrobeny ze žuly nebo kamene greenrock, podle toho, co bylo v oblasti dostupnější. Liší se výškou, většina přesahuje výšku 1 m, ale některé dosahují až 4,5 m. Vršky kamenů mohou být ploché, zaoblené nebo zlomené, což naznačuje, že původní vršek byl záměrně zničen. Kameny jsou obecně orientovány zdobenou stranou k východu.
Rytiny a kresby byly obvykle dokončeny před postavením kamene, i když některé vykazují známky toho, že byly vyryty na místě. Často se objevují luky a dýky, stejně jako typické vybavení doby bronzové: otěže a další pomůcky pro ovládání koňských povozů.

## Světové dědictví UNESCO
V červenci 2023 bylo na seznam světového dědictví UNESCO zapsáno 97 km² kulturní krajiny s jeleními kameny. Zapsání na seznam UNESCO bylo doprovozeno průvodním textem: „Tyto jelení kameny se nacházejí na svazích Khangai Ridge ve středním Mongolsku a sloužily k obřadním a pohřebním praktikám. Pocházejí z doby asi 1200 až 600 př. n. l., dosahují výšky až čtyř metrů a jsou zasazeny přímo do země jako jednotlivé stojící kameny nebo ve skupinách a téměř vždy se nacházejí v komplexech, které zahrnují velké pohřební mohyly zvané khirgisüürs a obětní oltáře. Jelení kameny pokryté vysoce stylizovanými nebo reprezentativními rytinami jelenů jsou nejdůležitějšími dochovanými stavbami patřícími ke kultuře euroasijských nomádů z doby bronzové, která se vyvíjela a poté pomalu mizela mezi 2. a 1. tisíciletím př. n. l.“

## Fotogalerie

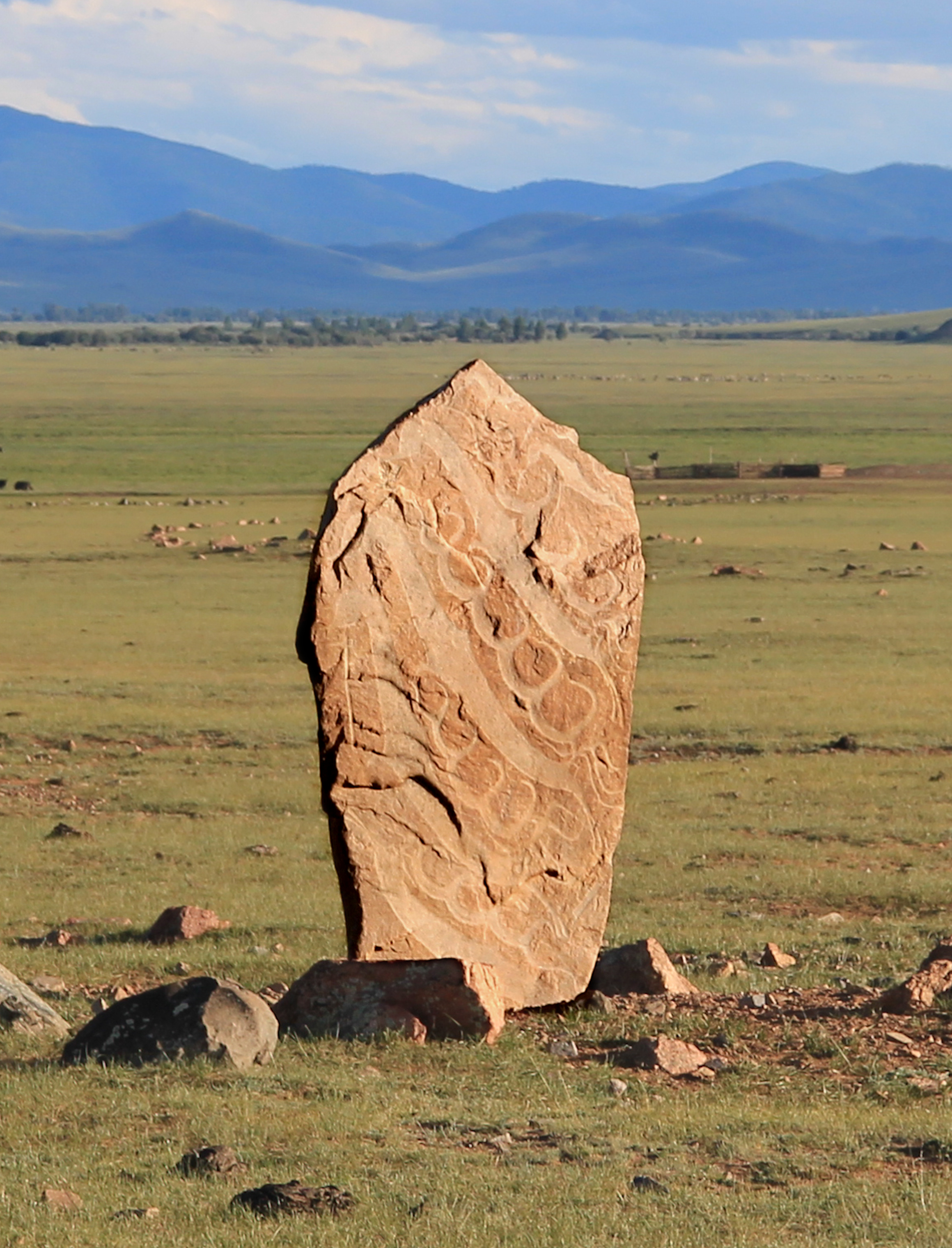
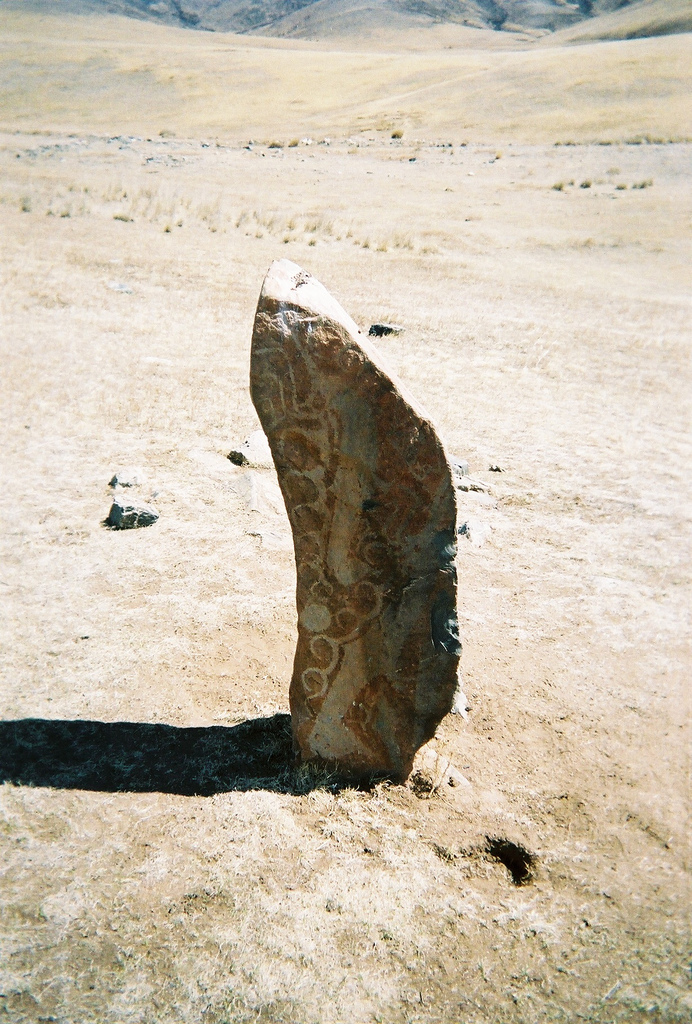
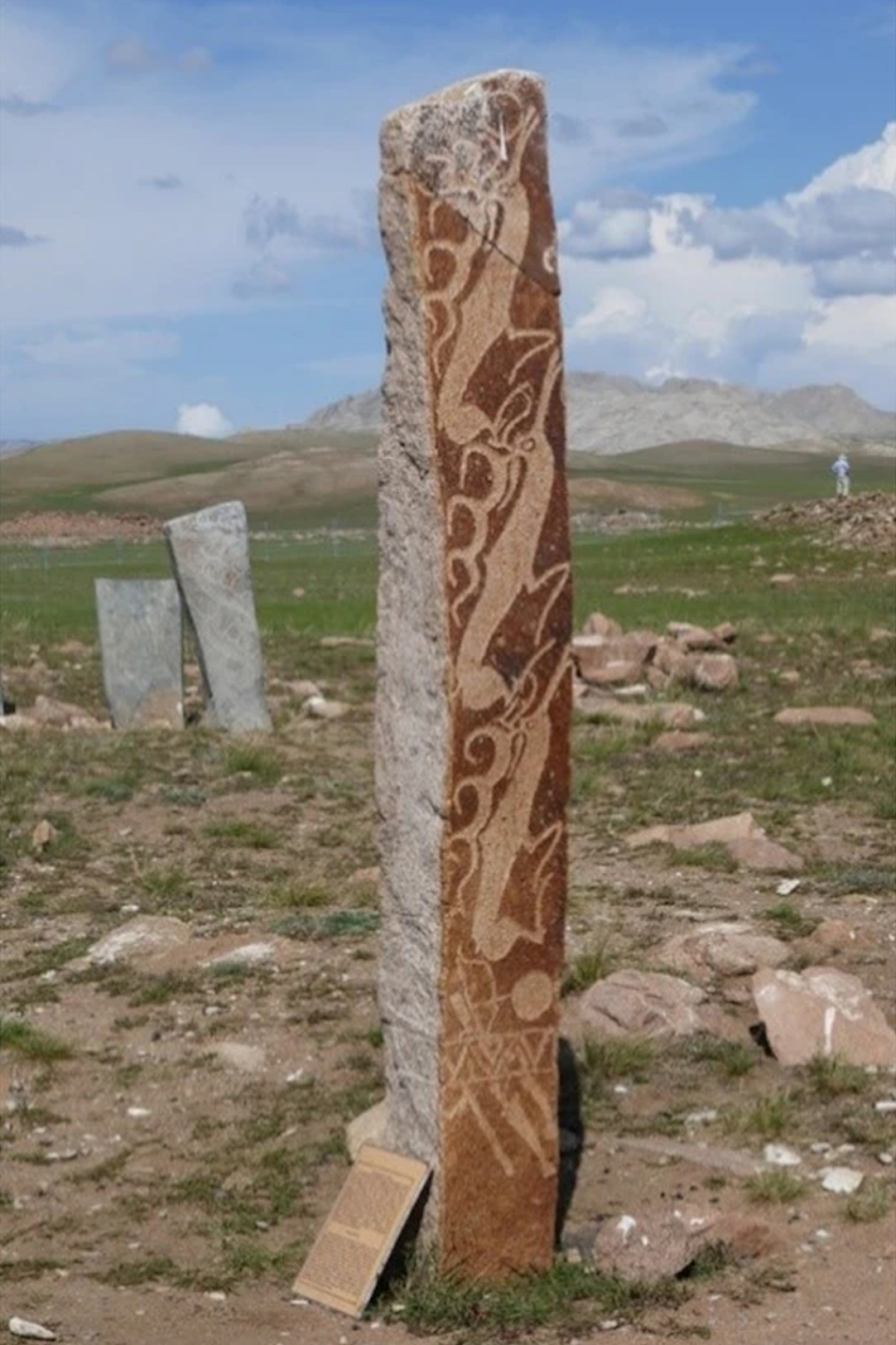
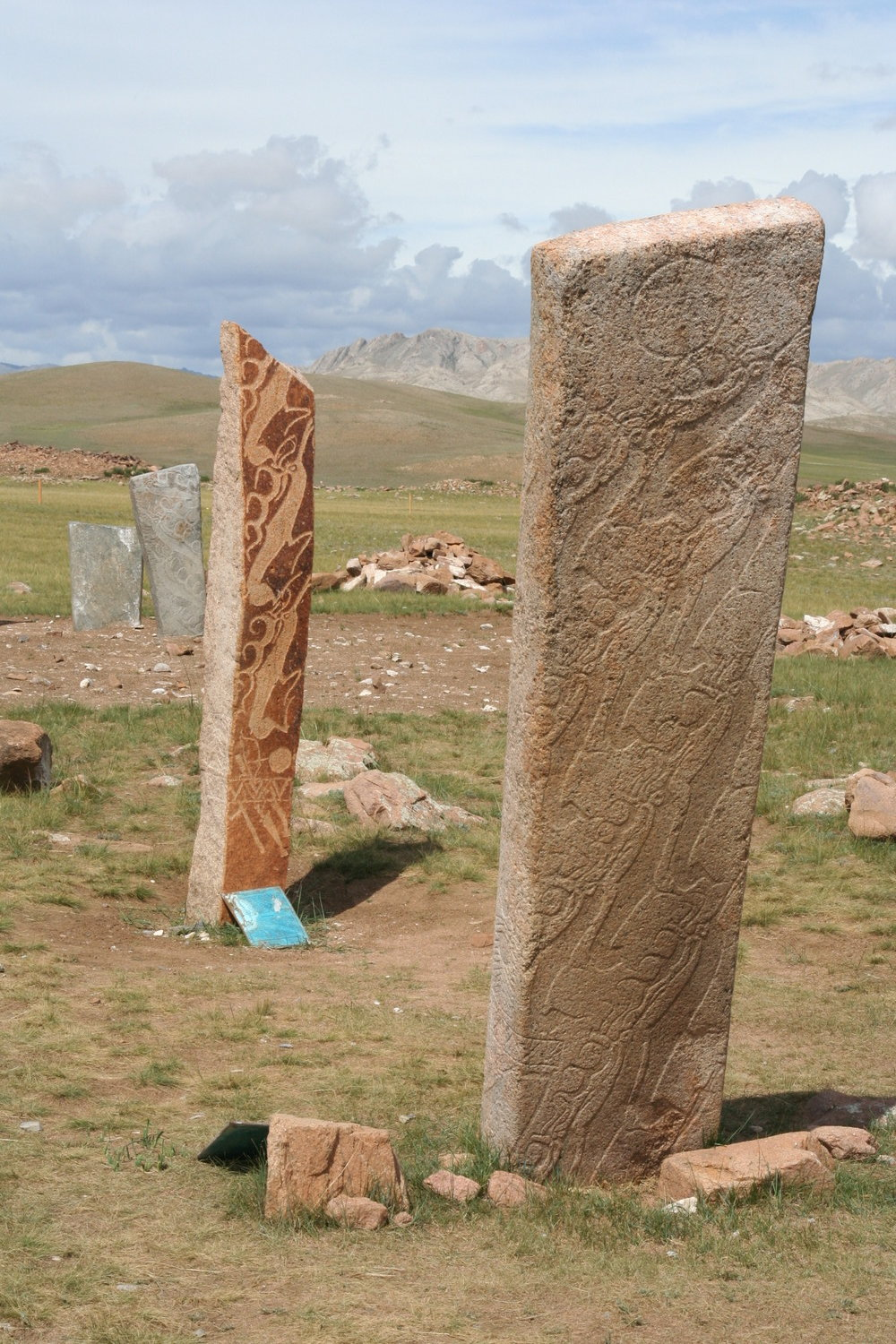
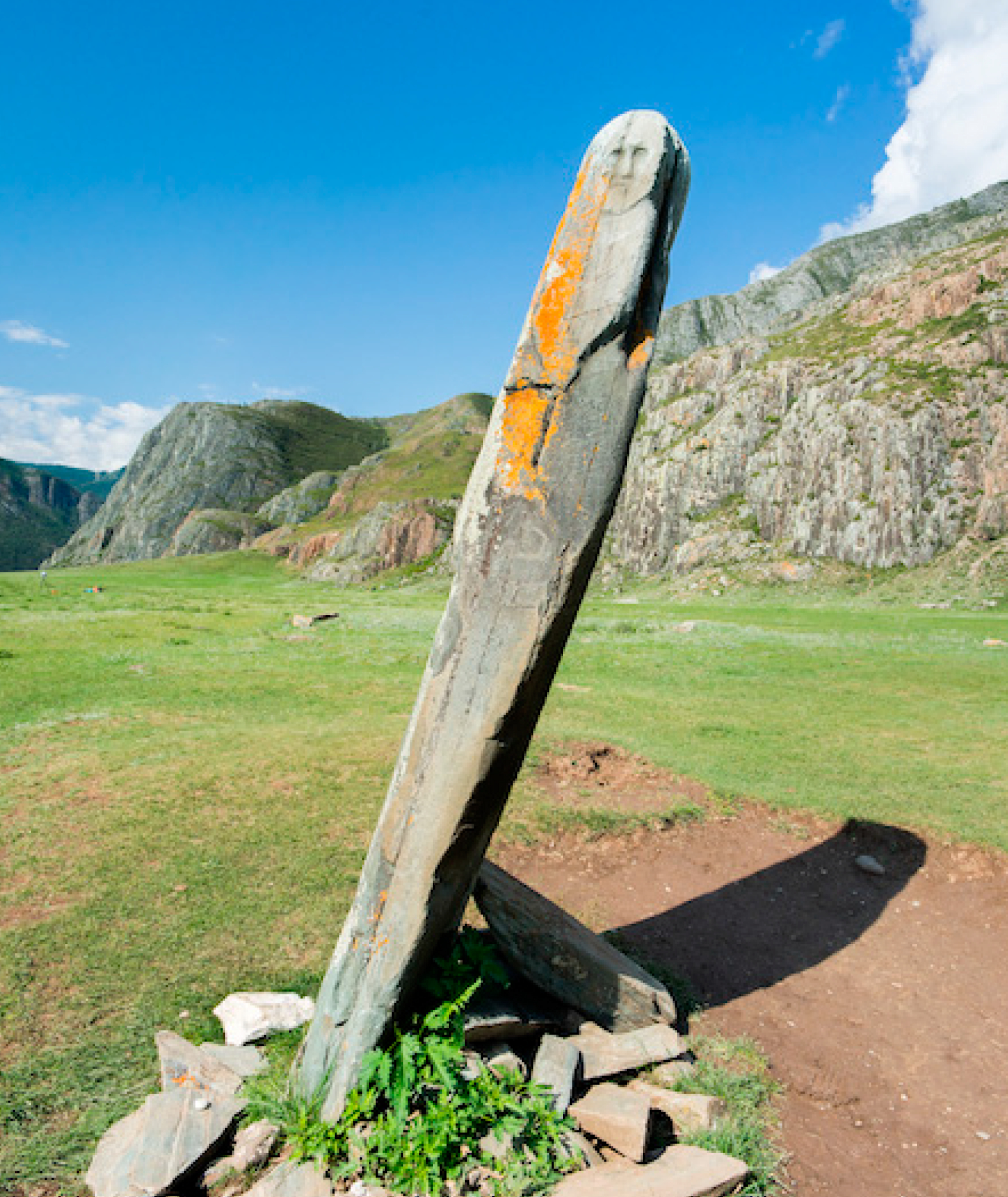